# Club Sportivo Juan Bautista Del Bono
El Club Sportivo Juan Bautista Del Bono es un club deportivo argentino de la ciudad de Rivadavia, provincia de San Juan. Fue fundado el 28 de enero de 1926. El club "Bodeguero" se encuentra establecido en plena Esquina Colorada, un sitio muy famoso y asociado a pleno con la institución. Su Estadio se denomina también "Esquina Colorada". Actualmente es participante de la Liga Sanjuanina de fútbol. Su Presidente es el Sr. Luis Salcedo Garay, y el actual entrenador es Mauro Galleguillo, su preparador físico es Francisco Bazán.( Alias Discoteca)
Su clásico rival es el club Rivadavia de la bebida

## Historia
Nacido bajo el signo de la vitivinicultura. El club se fundó un 28 de enero de 1926 y el precursor de esta vida fue Juan Bartolomé Del Bono, un conocido bodeguero de la zona oeste de la provincia. El nombre completo del club es Juan Bautista Del Bono. Esta denominación se instituyó a manera de homenaje para el padre del fundador, que fue quien accedió al pedido de los obreros de sus bodegas y decidió darles un terreno en el que hoy está ubicada la cancha de los bodegueros. El primer presidente del club fue el sargento Segundo Romero.
Del Bono, 85 años después, es uno de los equipos más populares del fútbol sanjuanino. En las últimas temporadas donde está viviendo la etapa más gloriosa de su historia, sus hinchas que son de los más seguidores, acompañaron al equipo hasta el fin. A los bodegueros de piel no les importó la distancia y en cada juego acumularon mucha gente en las tribunas, lo que hizo que en algunos partidos duplicaran y hasta triplicaran las cantidades de público que, por ejemplo, llevan un fin de semana los equipos grandes. Lo que pasa es que Del Bono es un club grande en hinchas, más allá de los campeonatos.
Del Bono repartió su carrera en el fútbol doméstico jugando en la "A" y en la "B".  En la "B", Del Bono ha ganado 6 ascensos. El primero fue en el año '35,  9 años después de la fundación del club. En el '38 volvió a la "B", pero en el '39 ganó nuevamente el ascenso y en el '42 sé cayo otra vez. Cuatro años después la "A" fue su categoría por tercera vez y en el '48 se fue de vuelta a segunda. Luego vinieron 12 años de abstinencia, y ya en 1961 regresó.
Fue el retorno más prolongado de esos primeros 40 años de vida deportiva. Recién en 1978 descendió. En la temporada siguiente revalidó su condición de verdadero ascensor ya que en el '79 ganó el torneo de la "B". En el '80 cayó nuevamente y a partir de ahí vinieron 7 años en la "B" hasta que en el '87 se levantó.
Hoy en día Del Bono sigue construyendo su historia a medida que avanza en el Torneo Argentino B, 4.ª categoría del fútbol argentino que abarca a importantes conjuntos del interior.

## Uniforme
El uniforme titular de Sportivo Del Bono toma como base los colores del escudo del club, los cuales fueron establecidos en honor a la bandera nacional.
- Uniforme titular: Camiseta blanca con una franja horizontal celeste, pantalón blanco, medias celestes.
- Uniforme alternativo: Camiseta Negro con una franja horizontal celeste, pantalón negro, medias celeste.

| Titular | Alternativo |  |

### Apodo
- El Bodeguero: Aparece a partir de su origen como equipo surgido en las entrañas de la más famosa Bodega sanjuanina. Los empleados de la misma fueron sus primeros jugadores, y el Sr. Juan Bartolomé Del Bono el principal impulsor. El nombre del club es un homenaje al Sr. Juan Bautista Del Bono, padre de Juan Bartolomé.

### Plantel 2018
- Actualizado el 29 de enero de 2018

## Palmarés
- Liga Sanjuanina: 1997, 2005 y 2007

- Torneo del Interior: 2008